# Shakha Proshakha
Shakha Proshakha è un film del 1990 diretto da Satyajit Ray.